# Burg Mähringen
Die Burg Mähringen ist eine abgegangene Wasserburg in Mähringen, einem Ortsteil der Gemeinde Kusterdingen im Landkreis Tübingen in Baden-Württemberg.
Um 1290 besaßen die Reutlinger Bondorfer alle Herrschaftsrechte und die Burg (Wasserburg, nach 1450 zerfallen, Reste des Grabens noch sichtbar).